# Вольський ліс

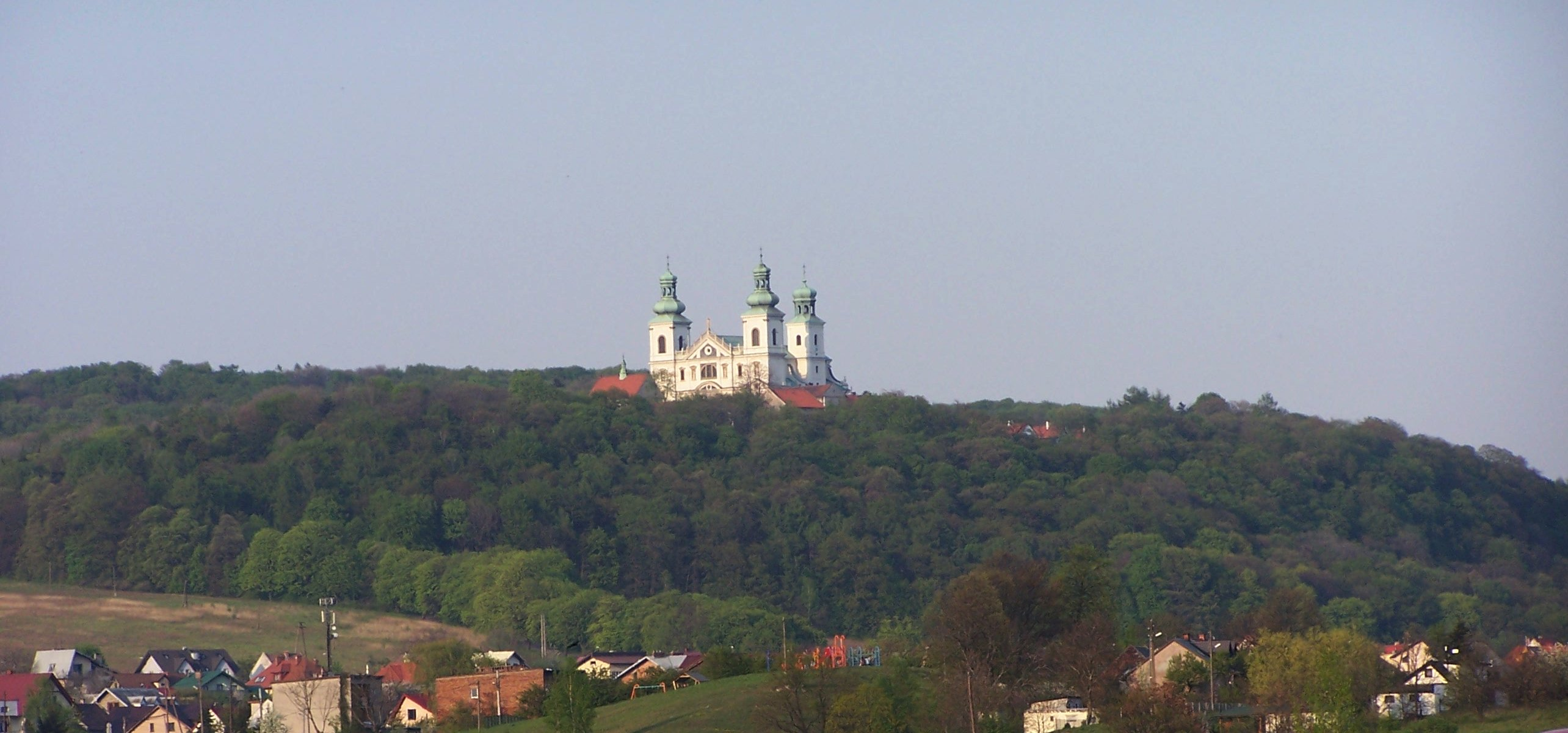
Ліс Вольський з боку автостради A4 (E40)

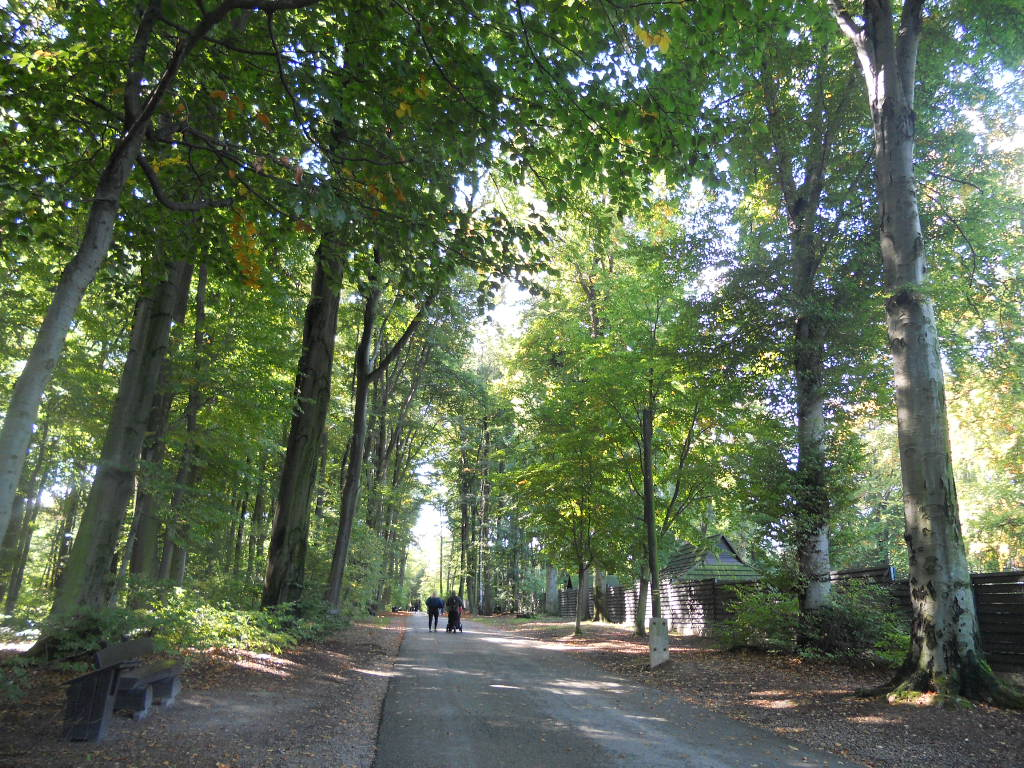
Алея Зуброва у Вольському лісі

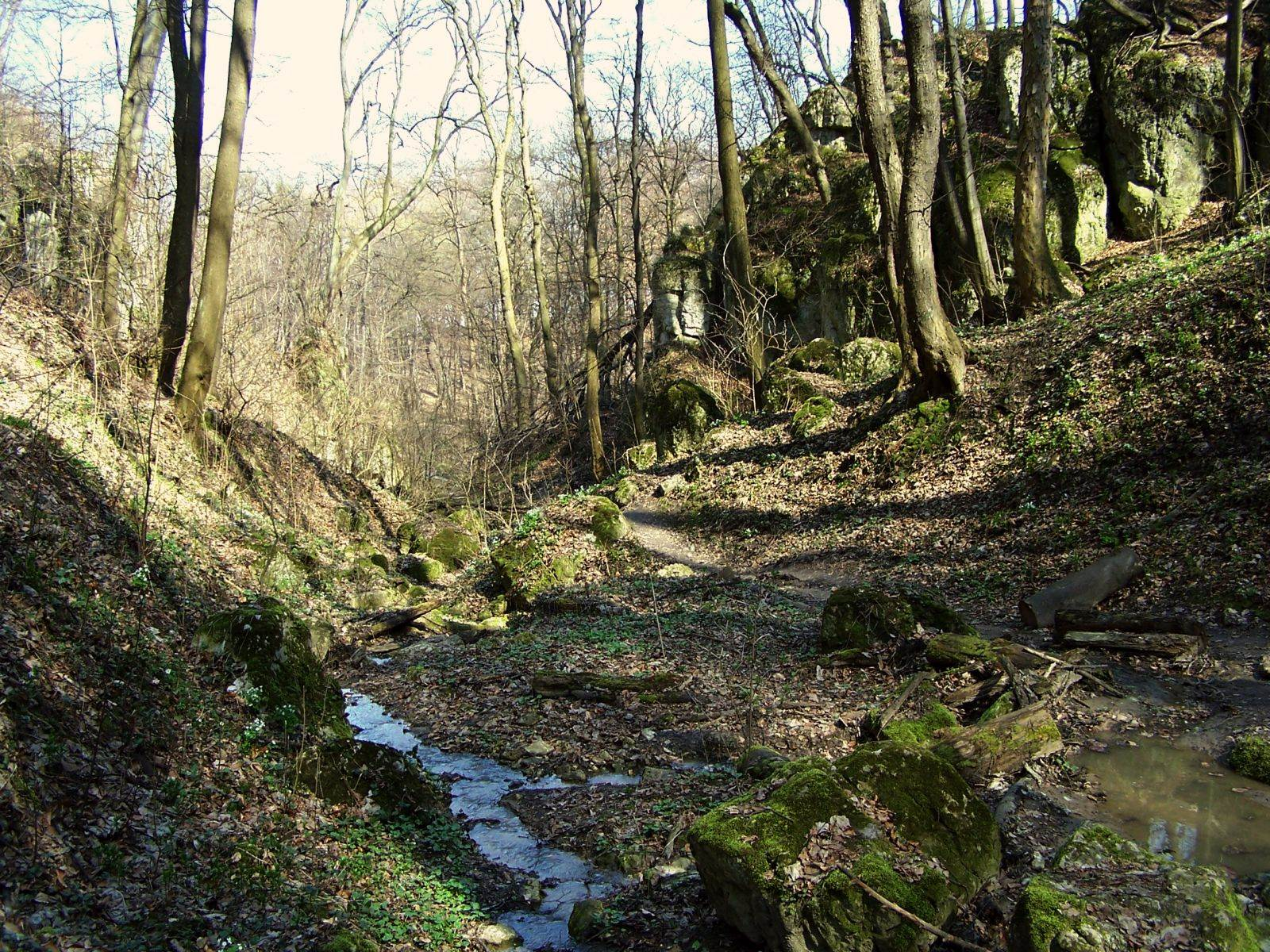
Одна з багатьох ущелин

Урочище Ліс Вольський (пол. Uroczysko Las Wolski), в народі: Лісок Вольський (пол. Lasek Wolski) — лісовий масив у західній частині Кракова з рекреаційними функціями. Займає площу 419 га. Це частина міських лісів Кракова. У Вольському лісі облаштовано Краківський зоопарк.
У лісі є декілька рекреаційних галявин — найбільша Поляна Юліуша Леа (площею 2,42га), також Поляна на Совінцу, Поляна імені Вінцентія Вобра, Поляна імені Яцка Мальчевського, Поляна Бєлянська, Поляна Скаутів.
Мережа пішохідних доріжок налічує близько 40 км, деякі з них позначені. Туристичну інфраструктуру доповнюють автостоянки та заклади громадського харчування.
У 1917 році ділянку лісу викупила Ощадна каса міста Кракова і передала місту для публічного парку.

## Природа
Вольський ліс охоплює найвищі пагорби Совінецького хребта (Совінець — 358м над рівнем моря, Пустельник — 352 м, Остра Гора — 347 м, Срібна Гора — 317м). Різноманітність рельєфу є результатом відносно високих висот. Схили порізані глибоко порізаними ярами (з півдня: пол. Skowronków Dół, Wroni Dół, Łupany Dół; із заходу: пол. Mokry Dół, Gomółczy Dół ; з півночі: пол. Zielony Dół, Wolski Dół ; зі сходу: пол. Poniedziałkowy Dół, Wilczy Dół та інші менші), у верхній частині з пологими схилами. Над ними височіють вапнякові скелі юрського періоду.
У Вольському лісі росте 32 види дерев. Переважають високогірні та змішані високогірні ліси, що охоплюють відповідно 61 % та 39 % площі. Породний склад деревостану близький до природного, завдяки чому має високі ландшафтні цінності. Насадження з переважанням дуба, бука та берези займають близько 89 % площі. Це березово-дубові, березово-дубово-букові, багатопородні дубові ліси, суцільні букові ліси, багатопородні букові ліси та багатопородні березові ліси. Місцеве лісове господарство несе відповідальність за збереження довговічності насаджень за допомогою селекційних процедур, таких як обрізка для догляду, початок відновлення або санітарна обрізка. Лісівники прагнуть зберегти старі, дуплисті дерева, в яких мешкають птахи.

## Пам'ятники та туристичні об'єкти
- Скит і камедульський костел, раннє бароко (поч. 17 ст.), на Срібній Горі (Бєляни)
- Зоопарк діє з 1929 року
- Вілла «Башта в Пшегожалах» — оригінальна будівля у формі напівкруглої форми за проєктом Адольфа Шишко-Богуша (1928 р.)
- Замок у Пшегожалах — велика будівля, зведена німцями під час Другої світової війни поруч із віллою Ротонда (схожа на Бельведерський палац) на краю Пшегожальських скель у Пшегожалах.
- Копець Пілсудського — споруджений у 1934—1937 роках, висота близько 35м
- Павільйон Окоцімський — модерністський павільйон, зведений в 1936 році, станом на 2022 р. містить Центр екологічної освіти «Симбіоз»[2]
- природні заповідники :
  - Бєлянські Скалки — суворий флористичний заказник площею с 1,73га, створено у 1950 р.;
  - Панінські Скали — лісово-ландшафтний заказник площею с 6,41га, заснована 1953 р.; глибокі яри, утворені в лесах з численними скелями фантастичних форм; фрагмент природного букового лісу з домішкою дуба, сосни, граба та явора
  - Скалкі Пшегожальські — суворий флористичний заказник площею с 1,38га, заснований у 1959 році; змішаний ліс з переважанням дуба та теплолюбних чагарників: ліщини, терну, кизильнику, барбарису, шипшини та інших, ксеротермні луки.

## Скелі та печери
У Вольському лісі багато вапнякових відслонень. Найбільші з них — Дівочі Скелі, Бєлянські Скали, Вольський Мурек і Кавалерські Скали. Панянські Скали та Бєлянські Скалки є природними заповідниками, сходження на них заборонено. Скелелазіння практикується на Вольському Муреку та Кавалерських Скалах .
У Вольському лісі є кілька невеликих печер і схронів. У скелях яру Зелений Дол (пол. Zielony Dół) знаходяться Печера у Вольському лісі, Печера у Зеленому Долі та Притулок у Зеленому Долі. У Кавалерських Скалах є розрив перед Гайовкою, а в невеликих скелях на захід від Кавалерських Скалів є розрив біля Гайовки. На Срібній Горі є Печера «Бєляни» і Притулок біля села Бєляни.

## Туристичні стежки

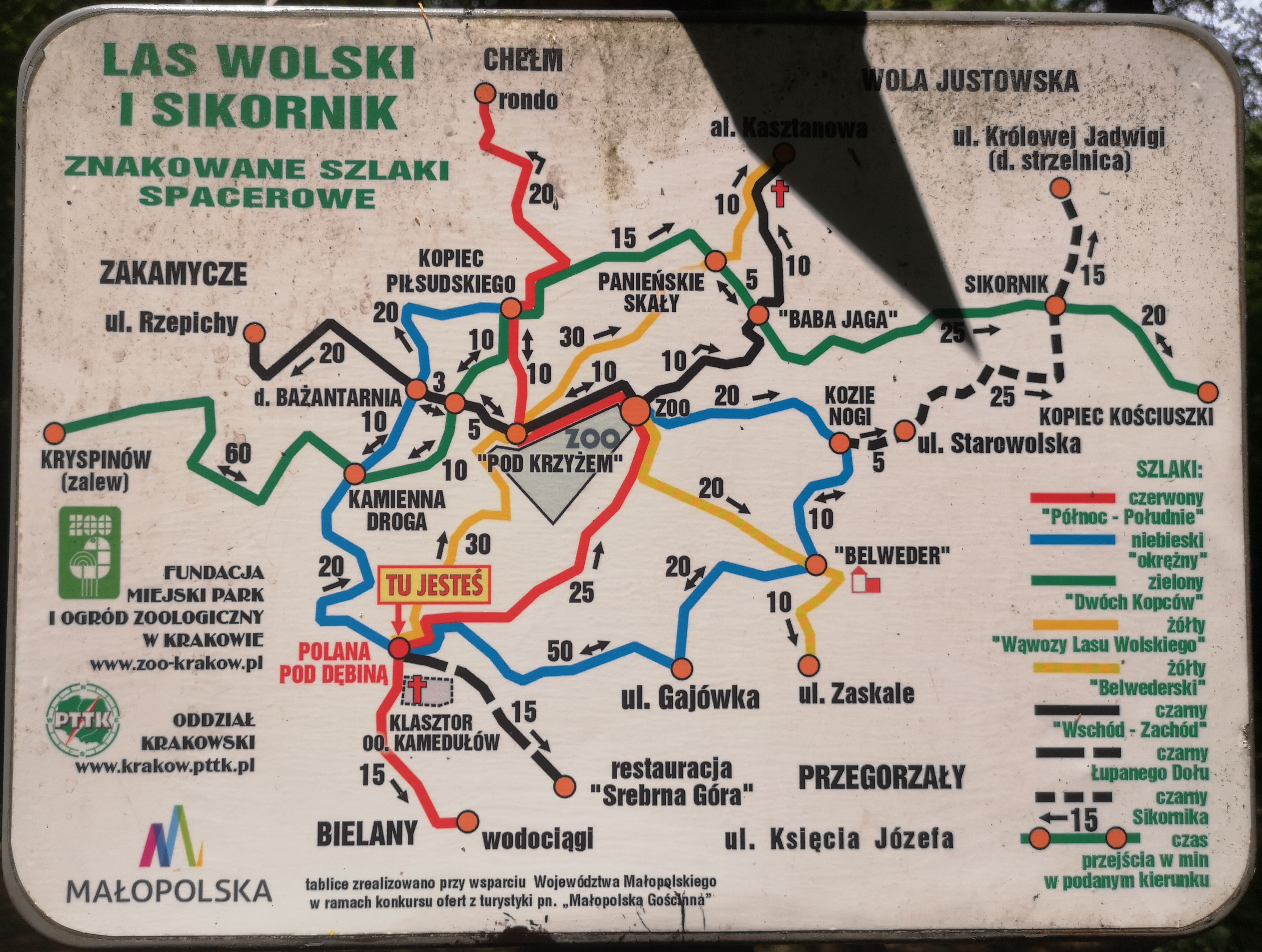
Мапа шляхів Вольского лісу

— Хелм (Краків) — Копець Пілсудського — Краківський зоопарк — Поляна під Дембіною (пол. Polana pod Dębiną) — Бєляни (Краків) (Водогін)
 — Шлях двух Курганів: Сальватор (Краків) — Копець Костюшка — Сікорник (Краків)(пол. Sikornik) — Заповідник «Дівочі скелі» — Копець Пілсудського — Закамиче(пол. Zakamycze) — Криспінув
 — Воля Юстовська (пол. Wola Justowska) (ал. Каштанова) — Заповідник «Дівочі скелі» — Wolski Dół — Краківський зоопарк — Łupany Dół — Поляна під Дембіною
 — Пшегожали (пол. Przegorzały) — Краківський зоопарк
 — Копець Пілсудського — Поляна під Дембіною — Козє Ногі(пол. Kozie Nogi) — Краківський зоопарк
 — Воля Юстовська — Сікорник (Краків) — Козє Ногі
 — Воля Юстовська (ал. Каштанова) — Краківський зоопарк — Закамиче
 — Поляна під Дембіною — Бєлянські Скалки(пол. Bielańskie Skałki) — Бєляни (Краків) (Срібна Гора)
Через Вольський ліс також пролягає відрізок північної петлі маршруту Краківської фортеці.

## Доїзд
Автобус 134 курсує до зоопарку від зупинки Стадіон Краковіа (пол. Cracovia Stadion), а автобус 102 прямує від Гурка Кроводжа (пол. Krowodrzy Górki) через вулицю Пястовську (пол. ul.Piastowska) в напрямку Закамиче (пол. Zakamycze), звідки можна дістатися до Вольського лісу з боку Копця Пілсудського. На вулиці Лєшній є дві стоянки для автомобілів: на Лисій Ґурі та перед зоопарком.